# Estació de Down Street
Down Street, també coneguda com a Down Street (Mayfair), fou una estació del metro de Londres de la línia Piccadilly i es va tancar el 1932. Durant la Segona Guerra Mundial es va utilitzar com a refugi antiaeri.

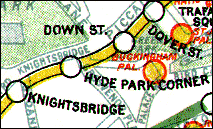
Down Street en un mapa de 1912